# Marie Loeper-Housselle

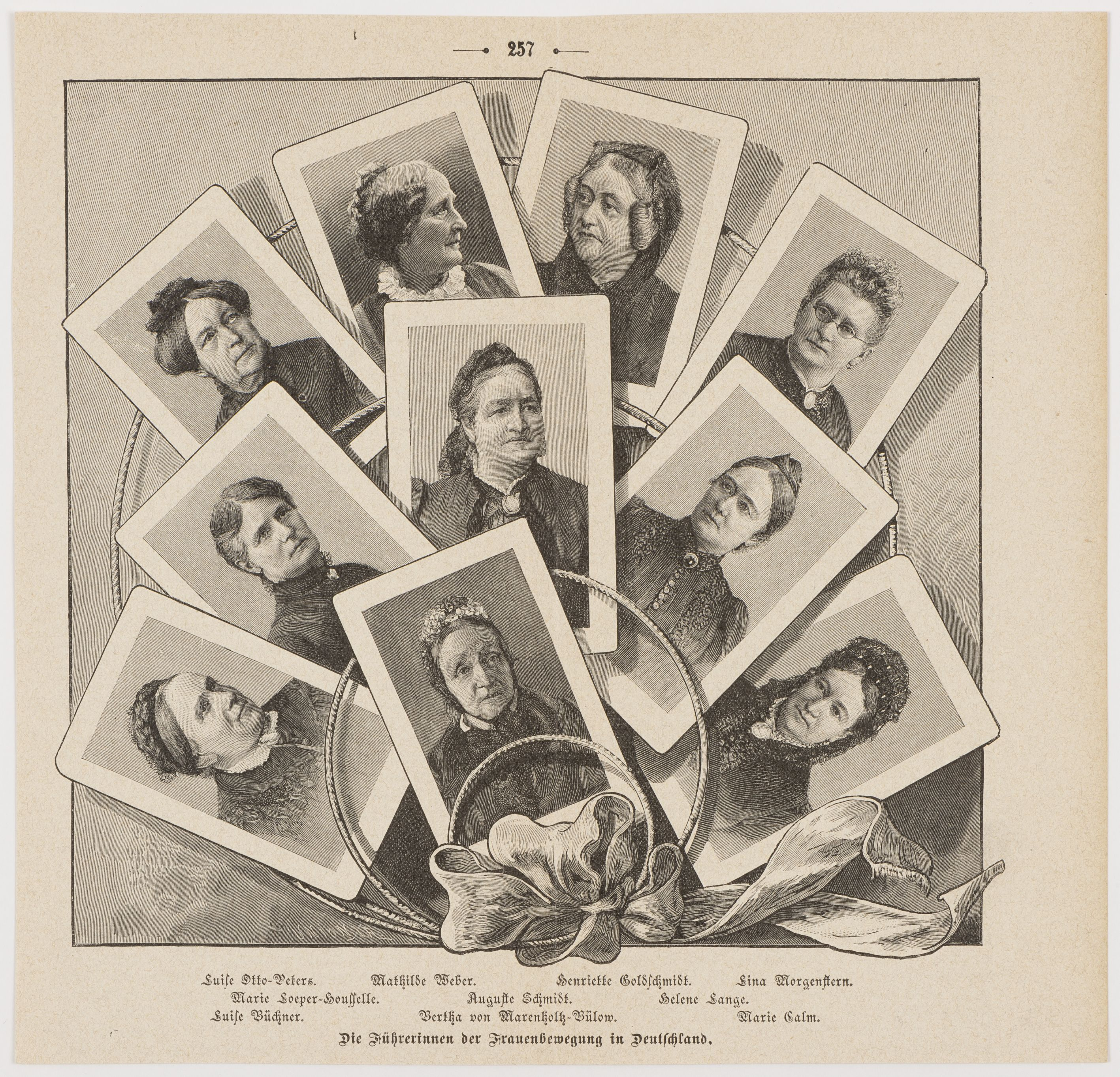
Las dirigentes del movimiento feminista en Die Gartenlaube, 1894.

Marie Loeper-Housselle (Malbork, 11 de febrero de 1837 – Lichtenthal, 25 de enero de 1916) fue una maestra alemana que se implicó en la educación de las niñas, así como de la formación de las maestras y educadoras. En 1884, fundó la primera revista para maestras con el título Die Lehrerin in Schule und Hau (La maestra en la escuela y en la casa). En 1890, junto con Helene Lange y Auguste Schmidt, fundó la Asociación General Alemana de Maestras (ADLV por sus siglas en alemán "Allgemeinen Deutschen Lehrerinnen-Verein"). Pertenció a la primera ola del movimiento feminista.

## Trayectoria
Loeper-Housselle nació en 1837 en Gross-Lesewitz cerca de Marienburg en Prusia Occidental y fue la tercera hija del párroco L. Housselle. Tras la muerte de su padre, se formó como maestra en Graudenz, y aprobó sus exámenes en 1857. Después trabajó como profesora durante cinco años, entre otros en el instituto femenino de Elbing. En 1862 se casó, y se trasladó a Alsacia. Allí se puso en contacto con el inspector escolar alsaciano Th. Hatt, con quien fundó el primer jardín de infancia Fröbel en Alsacia.
Escribió artículos para los periódicos Ungarisches Schulblatt y Rheinische Blätter (editado por Wichard Lange) en los que abogaba por remediar las deficiencias en la educación general y escolar de las niñas. También defendió una mejor educación y posición de las maestras. En 1884 para dar una plataforma a las reivindicaciones de las profesoras, fundó la revista profesional Die Lehrerin in Schule und Hau (La maestra en la escuela y en la casa) que fue publicada por Th. Hofmann en Gera.
Además de su trabajo como editora de la revista de profesoras, Loeper-Housselle escribió artículos para varios periódicos. Su relato histórico Der Mattenbauer se publicó como libro.

Tras la muerte de su marido, se trasladó a Ispringen, en Baden, donde dio clases en la escuela municipal. También pronunciaba regularmente discursos en asambleas de mujeres.
"La Sra. Loeper-Housselle es también una de las oradoras más populares en las asambleas de mujeres debido a su oratoria ganadora, que está cargada de sentimiento poético. Desarrolla una bendita actividad en la escuela municipal de Ispringen, en Baden, y es la confidente de innumerables colegas que ven en ella el centro reconfortante de la gran comunidad".

– Die Laube: Die Führerinnen der Frauenbewegung in Deutschland
Loeper-Housselle murió el 25 de enero de 1916. 

## Compromiso
Loeper-Housselle hizo campaña por el acceso de las niñas a la educación superior. Compartía la opinión de Helene Lange de que las mujeres son más adecuadas para educar a las niñas que los hombres. A partir de ahí, ella y sus compañeras exigieron que se mejorara la formación de las profesoras de forma profunda en Alemania.
En Pentecostés de 1890, junto con Helena Lange y Auguste Schmidt, fundó en Friedrichroda la Asociación General de Maestros Alemanes, que contaba con 85 miembros. El objetivo de la asociación era promover la solidaridad entre las profesoras, que a menudo se encontraban solas, y ejercer más presión sobre sus reivindicaciones. La asociación también organizó puestos de trabajo para profesoras en Alemania, Francia e Inglaterra. En 1894, según la revista Die Gartenlaube, la asociación contaba con 6.000 miembros. En el artículo Die Führerinnen der Frauenbewegung (Las dirigentes del movimiento feminista) se menciona a Loeper-Housselle como figura central.
Junto con Helena Lange, Minna Cauer, Henriette Schrader-Breymann, Anna Luise Dorothea Jessen y Frau Eberty, Loeper-Housselle presentó una petición a la Cámara de Representantes y al Ministerio de Educación de Prusia en 1888. En ella, exigían la creación de instituciones científicas estatales para la formación de maestras. La petición en sí fue rechazada, pero el panfleto que la acompañaba, Die Gelbe Broschüre (el folleto amarillo), se considera el punto de partida de la Reforma Escolar Femenina Prusiana de 1908.